# Hipersuperfície
Em matemática, uma hipersuperfície é uma variedade n-dimensional com n > 2, quer dizer, um objecto topológico que generaliza a uma superfície dimensional. Tecnicamente uma hipersuperfície é um espaço topológico que é localmente homeomorfo ao espaço euclidiano {\displaystyle \mathbb {R} ^{n}}.
Isto significa que para cada ponto P de uma superfície existe uma vizinhança de P (uma pequena região que a rodeia) que é homeomorfa a um disco aberto de {\displaystyle \mathbb {R} ^{n}}. Isto permite definir uma série de coordenadas locais que parametrizam dita hipersuperfície.
O tipo mais simples de hipersuperfícies são as 3-variedades contidas no espaço de quatro dimensões {\displaystyle \mathbb {R} ^{4}}.